# Sidi Touré
Sidi Touré, né en 1959 à Gao au Mali, est un auteur-compositeur et guitariste malien.

## Biographie
Sidi Touré nait et grandit à Gao, ville située dans la boucle du fleuve Niger, dans le nord-est du Mali.
Dans la tradition malienne, il est interdit aux Touré de jouer de la musique. Descendants directs des rois Askia issus de l’ethnie Sonhgaï, ils ont été longtemps été chantés par les griots mais doivent rester silencieux. Et à l’instar de Salif Keita, également noble, Sidi Touré doit se rebeller contre sa famille. Il construit sa première guitare à partir de son ardoise d’écolier,.
Il est considéré aujourd'hui comme l'un des artistes maliens majeurs et comme l'un des héritiers songhaï d'Ali Farka Touré,.

## Carrière

### Le Songhoï-Star
À 17 ans, il intègre le Songhoï-Star, l’orchestre régional de Gao qui se produit deux fois par an. Il doit chanter en Bambara, langue qu’il ne comprend pas.
Sa carrière nationale décolle en 1984 lorsqu’il reçoit le prix du meilleur chanteur à la Biennale de Bamako avec sa chanson Manou Tchirey, écrite en langue Songhaï. Il récidive deux ans plus tard avec le titre Karaw/Mô kan ga ni bay. Le Songhoï-Star devient le Sidi Touré et le Songhoï-Star et tourne régulièrement dans les pays voisins : le Niger, le Burkina-Faso, l’Algérie.

### Débuts avortés
En 1990, Sidi Touré quitte the Songhaï Stars pour se lancer dans une carrière solo. Il déménage pour Bamako où il enregistre son premier album dans un petit studio. Hoga est édité par le label malien Djenné Music en septembre 1996 mais la licence est revendue à Stern’s Africa et Sidi Touré ne touche rien de ses droits d’auteur,.
Sidi Touré n’arrête pas la musique pour autant. En 2003, il participe à l’album Bagages du rappeur suisse Jonas (sorti en 2006) et en 2008, il fait l’objet d’un Concert à emporter, série de concerts filmés et diffusés sur internet (devenue La Blogothèque).

### Rencontre avec Covalesky et signature chez Thrill Jockey
En 2004, Sidi Touré fait la rencontre à Bamako de Nicolas Covalesky Richard, membre du collectif nantais Molecules5. Ils se lient d’amitié et Covalesky, artiste et producteur, retourne cinq ans plus tard au Mali pour qu’ils enregistrent un premier album et finalement un second dans la foulée. Leur collaboration est un succès puisqu’ils se font remarquer par Thrill Jockey que Covalesky, fan du groupe Radian, a démarché par mail,. Le label américain produit les deux premiers albums ainsi que les deux suivants.
Pour Bettina Richards, fondatrice et directrice de Thrill Jockey, Sidi Touré colle parfaitement à l’identité du label : « Sidi aime utiliser des thèmes traditionnels songhaï et les rendre contemporains, hybrides. C'est un point commun à tous mes groupes, prendre des structures rock et jazz et se les approprier de façon unique. »
En 2012, elle déclare qu’elle considère leur collaboration comme un accomplissement et regrette que cela n’ait pas eu lieu plus tôt. « Il a gagné deux prix nationaux des arts au Mali. Il n'avait jamais tourné seul en dehors du Mali quand nous avons commencé à travailler pour lui et aujourd’hui il a fait deux grandes tournées aux États-Unis et est sur le point enfin de tourner en Europe.

#### Sidi Touré and Friends: Sahel Folk 2011
Sahel Folk est enregistré dans la cour de la maison de la sœur de Sidi Touré à Gao en 2009. À l’origine, Covalesky pensait réaliser une évocation sonore de la ville de Gao, en ajoutant des interviews mais il a été conquis par « la beauté et à la puissance de Sidi Touré et de ses amis, il n'y avait rien à ajouter. Tout était là,. »   
Chaque morceau et enregistré en duo, en deux prises pour garder la spontanéité et l’intimité. Les musiciens qui participent à l’enregistrement sont Jiba Akolane Touré, Yéhiya Arby, Douma Maïga, Jiba Akolane Touré, Jambala Maïga, Yéhiya Arby et Dourra Cissé.

#### Koïma 2012
Koïma, qui signifie « allez écouter » est enregistré à la même période que Sahel Folk mais en studio à Bamako. Accompagné d'un guitariste, d'un joueur de calebasse, d'un joueur de sokou (violon traditionnel) et d'un chanteur, Sidi Touré propose ici une version plus riche et luxuriante de son blues Songhaï.
En 2013, Sidi Touré partage la scène avec Bassekou Kouyate et Tamikrest durant une tournée internationale Sahara Soul

#### Alafia 2013
Sorti le 17 septembre, le troisième album de Sidi Touré est grandement influencé par les événements qui ont eu lieu au Mali à cette période. Fin mars, les rebelles Touaregs ont pris le pouvoir dans le nord-est du pays. Le chaos qui a suivi a conduit au coup d'État dans la capitale et laissé la place aux extrémistes islamiques. Alafia signifie « paix ».
L’enregistrement débute à Nantes après la première tournée européenne et alors que Gao est assiégée. Il se poursuit à Bamako après la tournée Sahara Soul et la libération des principales villes maliennes.
La chanteuse Leïla Gobbi, le joueur de kolo Berté Ibrahim et le guitariste Baba Salah participent à l’album. Sidi Touré invite également le virtuose n'goni Abdoulaye Koné alias Kandiafa et le flûtiste peul Cheick Diallo.
La sortie de l'album est suivie de la tournée International Blues Express aux États-Unis avec Cédric Watson, trois fois nommé aux Grammy Awards.

#### Toubalbero 2018
Toubalbero, qui est le nom des gros tambours servant appeler et rassembler les gens à Gao est son premier album électro-acoustique. Il a été enregistré en live en quatre jours au Studio Bogolan de Bamako qui a vu passer Ali Farka Touré, Rokia Traoré, Toumani Diabate et Björk.  
Sidi Touré est accompagné par le bassiste Baba Traoré, le batteur Mamadou « Mandou » Kone, le guitariste Djadjé Traoré, le joueur de n'goni (guitare traditionnelle malienne) Ousmane « Papou » Dagnon et le chanteur Babou Diallo.

### Concerts
Chaque album de Sidi Touré s’accompagne d’une tournée. Il s’est ainsi produit dans les principaux festivals de musique du monde comme le World Music Festival de Chicago ou le Womex à Cardiff. Il a joué dans des salles prestigieuses telles que le Lincoln Center for the Performing Arts de New York, la Old Town School of Folk Music de Chicago, la Gaité Lyrique à Paris

## Engagements
Au début des années 2010, les rebelles de l’État islamique s’attaquent aux artistes, particulièrement dans le nord et l’est du Mali. Sidi Touré est contraint de quitter Gao pour Bamako.
Le 8 août 2012, en préambule du sommet de la faim organisé à Londres, il cosigne l'appel du Sahel de l'organisation Oxfam, réclamant des investissements à long terme en Afrique pour lutter contre la faim,,. Parmi les 31 autres signataires on retrouve Oumou Sangare, Femi Kuti, Amadou et Mariam et Fatoumata Diawara.
Comme la plupart des musiciens maliens, Sidi Touré s’implique dans cette campagne internationale pour promouvoir la culture de son pays meurtri. Dans chacune des interviews et sur scène lors de la tournée Sahara Soul, il ne cesse de revendiquer l'intégrité territoriale du Mali et d’encourager à la paix. Lors du concert au Barbican Center à Londres, il prononce deux discours pour dénoncer l'imposition de la charia par les rebelles et attaquer les responsables du coup d'État militaire de l’année précédente.